# S. Sylvan Simon

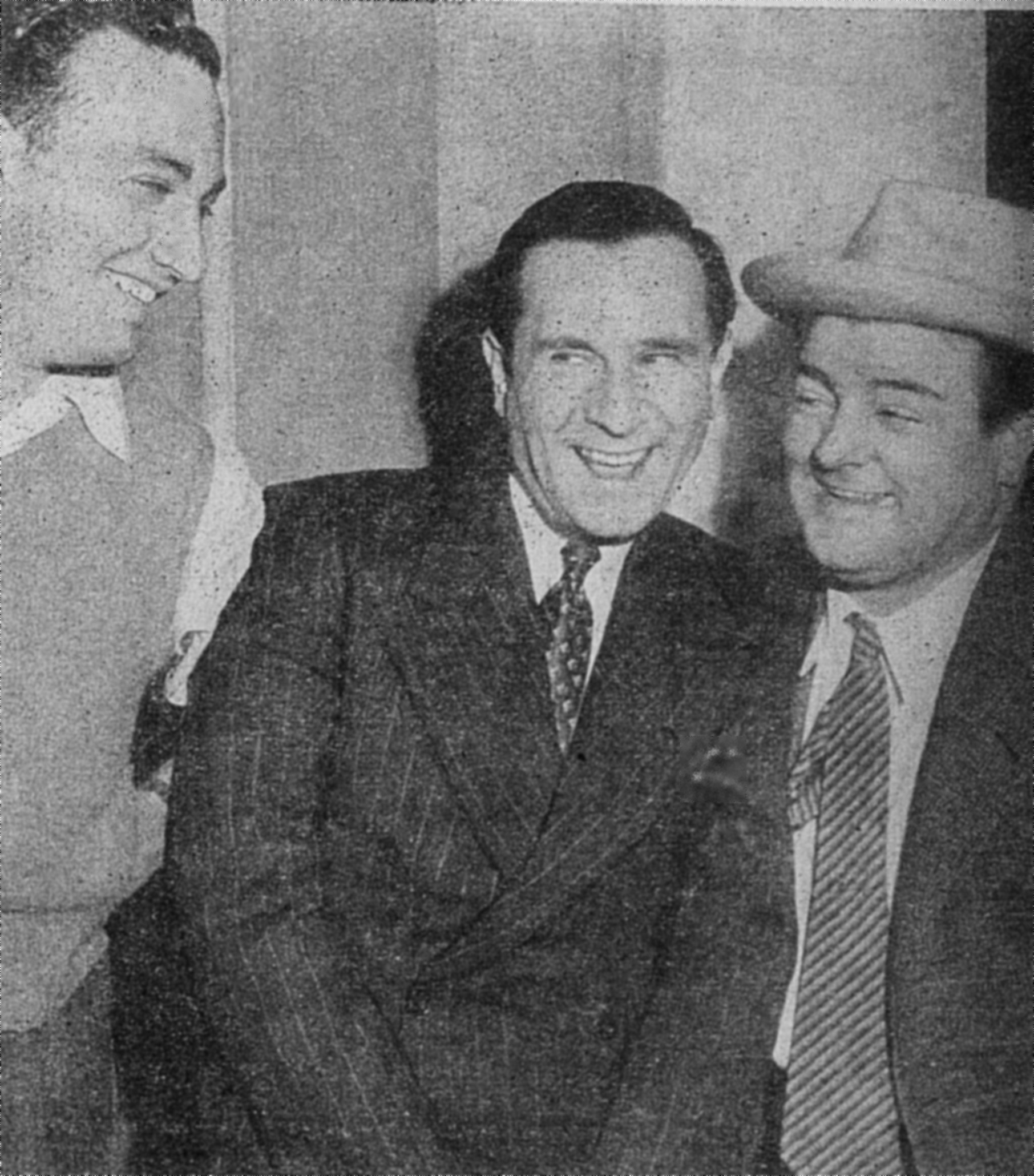
Simon entre a dupla Abbott & Costello, na filmagem de Rio Rita.

S. Sylvan Simon (Chicago, 9 de março de 1910 — 17 de março de 1951) foi um diretor e produtor cinematográfico estadunidense.

## Biografia
Estudava na Columbia Law School, deixando a Universidade de Michigan para dirigir a peça teatral Girls in Uniform; iniciou a carreira em Hollywood em 1937, quando dirigiu o filme A Girl with Ideas, e foi um dos mais prolíficos diretores em seu tempo.

Simon era sobrinho da atriz Jennie MacMahon (nascida Simon, atuou sob o pseudônimo de Jenny Mac, era mãe da também atriz Aline MacMahon).

Sylvan foi casado com Harriet Berk Simon com quem teve dois filhos; no ano seguinte ela, jovem viúva, voltou a se casar com o produtor Armand S. Deutsch, que adotou seus filhos.
Morreu de ataque cardíaco, com cinquenta e um anos de idade.